# Union démocratique du peuple malien
De Union démocratique du peuple malien (Nederlands: Democratische Unie van het Volk van Mali) was een politieke partij in Mali. De partij bestond van 1976 tot 1991.
President Moussa Traoré, aan de macht sinds 1968, richtte op 21 september 1976 de UDPM op. President Traoré omschreef de partij als "orgaan van coördinatie en een ontmoetingspunt van de afzonderlijke uitvoerende, wetgevende en rechtsprekende machten." De partij was georganiseerd volgens de principes van het democratisch centralisme dat ook min of meer gold als de officiële filosofie van de partij. Partijlidmaatschap stond open voor "zakenlieden, intellectuelen, arbeiders en boeren." Behalve dat de UDPM een gemengde economie voorstond hield de partij er geen echte ideologie op na. In de beginperiode bestond er meer sympathie voor het socialisme dan voor het kapitalisme, hoewel men van meet af aan streefde naar versterking van de kleine zelfstandige boeren. Zij konden rekenen op financiële ondersteuning van de staat. Traditionele landbouwgemeenschappen, het dorpsleven etc. werden aangemoedigd. Het partijprogramma uit 1976 stelde dat de UDPM zou streven naar het onderhouden van vriendschappelijke banden met gelijkgezinde progressieve partijen in de wereld. Nadrukkelijk werden hier de regerende communistische partijen uit het Oostblok onder verstaan. Tijdens partijcongressen in de jaren '80 sprak de UDPM zich uit voor geleidelijke liberalisering van de economie en meer ruimte voor particulier initiatief. Tussen 1979 en 1991 was de UDPM de enige toegestane partij van Mali.
De partijleiding lag in handen van een Nationale Raad (Conseil National), die uit zijn midden een dagelijks bestuur (Bureau executive central) koos. Gedurende het bestaan van de partij was president Traoré secretaris-generaal (partijleider).
Hoewel partijlidmaatschap voor gewone burgers niet verplicht was, kon men in de praktijk zonder partijkaart geen carrière maken binnen het ambtelijke apparaat of het openbaar bestuur. Jongeren werden wel verplicht om zich aan te sluiten bij de aan de partij gelieerde jeugdbeweging, de Union nationale des jeunes du Mali. Vrouwen werden ertoe aangezet lid te worden van de vrouwenafdeling, de Union nationale des femmes du Mali.
Onwil tot democratisering en de gewelddadige onderdrukking van betogingen tegen het regime noopte het leger in het voorjaar van 1991 tot het plegen van een staatsgreep. President Traoré werd afgezet. Later werd hij ter dood veroordeeld en zijn UDPM werd ontbonden. De partijleiding werd door de bevolking gehaat, omdat zij zich schuldig hadden gemaakt aan zelfverrijking.

## Verkiezingsresultaten
| Presidentsverkiezingen | Presidentsverkiezingen | Presidentsverkiezingen |
| Jaar                   | Kandidaat              | %                      |
| ---------------------- | ---------------------- | ---------------------- |
| 1979                   | Moussa Traoré          | 100%                   |
| 1985                   | Moussa Traoré          | 100%                   |

| Nationale Vergadering | Nationale Vergadering | Nationale Vergadering |
| Jaar                  | Zetels                | %                     |
| --------------------- | --------------------- | --------------------- |
| 1979                  | 82 / 82               | 100                   |
| 1982                  | 82 / 82               | 100                   |
| 1985                  | 82 / 82               | 100                   |
| 1988                  | 82 / 82               | 100                   |

## Verwijzingen
1. 1 2  Partijsecretariaat UDPM: Charte d'orientation nationale et de conduite de la vie publique, 1987, p. 100
2. 1 2  D.I. Ray: Dictionary of The African Left, University of Calgary 1989, pp. 212-213: "Self-declared democratic centralism" en "Ambiguous right-wing left nationalist." In lekentermen: links taalgebruik, rechts beleid.
3. ↑  Feitelijk kende de partij behalve een wat vaag omschreven "democratisch centralisme" geen echte ideologie. President Traoré had ook een hekel aan ideologisch denken.
4. ↑  Sommige aspecten
5. 1 2 3  P.J. Imperato & G.H. Imperato: Historical Dictionary of Mali, Scarecrow Press Lanham, Maryland / Toronto / Plymouth, UK 20084, p. 327
6. 1 2  Red. Winkler Prins: Winkler Prins Encyclopedisch Jaarboek 1980, Elsevier A'dam / Brussel 1980, p. 197
7. ↑  Of: Volksdemocratische Unie van Mali, zie: Red. Winkler Prins: Het Jaar in Woord en Beeld. Encyclopedisch Jaarboek 1977, Elsevier A'dam/ Brussel 1977, p. 208
8. 1 2  Red. Winkler Prins: Het Jaar in Woord en Beeld. Encyclopedisch Jaarboek 1977, Elsevier A'dam/ Brussel 1977, p. 208